# Ăn động vật sống
Ăn động vật sống là việc ăn sống các loài động vật khi chúng vẫn đang còn sống mà không qua chế biến hoặc chỉ mới sơ chế. Ăn động vật sống khác với ăn tươi, tức là ăn thịt tươi sau khi đã chế biến, giết mổ (ăn ngay sau khi chế biến), nó cũng khác với ăn tái, tức là ăn khi nấu chưa hoàn toàn chín. Trong khi hầu hết loại thịt từ động vật cần chế biến, nấu chín trước khi ăn thì có một số loại được khuyến cáo nên ăn sống sẽ tốt hơn rất nhiều. Đồ ăn tươi sống từ lâu đã được coi là một trong những nghệ thuật nấu ăn. Ở một số nơi các món ăn sống được xem như món ngon, bổ dưỡng hơn hẳn thức ăn được nấu chín.
Đồ ăn tươi sống từ lâu đã được coi là món ăn độc đáo, không ít người sành ăn cho rằng thịt sẽ ngon hơn nhiều khi chúng còn sống. Từ những năm cuối thế kỉ 17, người ta đã ghi nhận những bữa tiệc ẩm thực với rượu máu hươu, bánh nướng chứa ếch sống hoặc các loài chim. Ngày nay, các động vật được cho rằng có thể ăn sống được phát hiện nhiều hơn. Nhím biển, bạch tuộc sống, ếch là những món ăn tươi được yêu thích ở một số quốc gia, các loại khác như rắn, gián, nhện, ếch cho tới bạch tuộc đều được các thực khách bỏ vào mồm khi chúng đang còn thở. Những món ăn này mặc dù được coi là đặc sản của mỗi vùng miền, quốc gia, thực khách sẽ phải ăn sống mà không qua chế biến.
Ở Nhật Bản, cá được dùng phổ biến trong món sashimi, món ăn sử dụng hoàn toàn nguyên liệu tươi sống. Tôm sống thường để nguyên con chấm với mù tạt. Còn cá được cắt phi lê ngay khi còn sống, phục vụ khi tim vẫn còn đập và miệng vẫn còn cử động. Ngoài những món ăn truyền thống, ẩm thực Nhật Bản còn được biết đến qua những món ăn rất kinh dị. Sushi và sashimi là những món ăn sống nổi danh của Nhật Bản. Tại nhiều nhà hàng không đảm bảo vệ sinh an toàn thực phẩm. Nhiều loại giun sán, ký sinh trùng không thể tiêu diệt sẽ đe dọa đến tính mạng con người.

## Hải sản

### Hàusống
Hàu là loại động vật chuyên dùng để ăn sống. Hàu được coi là thực phẩm lành mạnh và bổ dưỡng chỉ khi được chấm với mù tạt và "ăn tươi nuốt sống" chúng. Trong văn hóa ẩm thực phương Tây, hàu là món phổ biến nhất để ăn sống và ăn khi chúng còn sống. Hàu được coi là thực phẩm lành mạnh khi ăn sống, là món ăn sống dễ chịu. Trong ẩm thực phương Đông, Hàu được xem là thức ăn tốt cho nam giới nhất là khi ăn sống hay thêm một chút gia vị đi kèm.

### Bạch tuộc[1]
Sannakji là món ăn từ thịt bạch tuộc sống là một món ăn truyền thống khá kinh dị tại Hàn Quốc. Bạch tuộc sống là món ăn nổi tiếng của Hàn Quốc. Đây là món ăn đặc biệt nổi tiếng ở Hàn Quốc với những video lan tràn trên mạng internet. Những con bạch tuộc sống thường được ướp với hạt dầu mè, các xúc tu của chúng vẫn còn ngọ nguậy và toàn bộ chú bạch tuộc được đưa vào miệng khi chúng còn sống. Khi nhai, thực khách sẽ cảm nhận được những xúc tu của chúng chuyển động trong miệng. Tuy nhiên đây cũng là món ăn nguy hiểm nếu các xúc tu của bạch tuộc kẹt bám vào cổ họng thực khách.

### Mựcsống
Mì mực sống Odori-don hay là Katsu ika odori don (活いか踊り丼) hay còn được biết đến là món mỳ gạo mực nhảy múa đang nổi như cồn trong các nhà hàng ở Nhật Bản. Phần xúc tu của con mực ống sống được để nguyên trên bát mỳ cùng với đầu mực được thái lát mỏng, khi chúng ta đổ nước tương vào xúc tu của con mực sống đặt trong bát, những xúc tu này ngay lập tức sẽ "nhảy múa", nó sẽ ngoe nguấy các xúc tu như muốn "chạy trốn" ra khỏi bát, thực khách sẽ phải ăn cả một con mực còn sống đang ngoe nguẩy những xúc tu được rưới lên mình những loại nước sốt đặc trưng.

### Nhím biển
Nhím biển Paracentrotus lividus được ăn sống, thường chỉ vắt một chút chanh vào các lưỡi thịt và ăn sống. Nhím biển là một món ăn phổ biến ở Ý. Nhím biển sau khi bắt sẽ được tách đôi, rửa sạch rồi lấy thịt cho vào chén. Chỉ cần cho thêm một ít chanh và mù tạt đánh đều ăn cùng cải xanh. Chính cái vị hăng nồng của cải, vị cay của mù tạt làm mất đi vị tanh đặc trưng, mang lại cảm giác béo bùi cùng vị ngọt thơm ngon. Nếu không ăn dược mù tạt, có thể ăn với muối tiêu chanh kết hợp cùng ít lá rau răm. Ở Nhật, nhím biển được phục vụ trong các quán sushi cao cấp. Đôi khi, họ cũng xào nhím biển với cà chua, tỏi, rau mùi tây và ăn kèm với mì ống tươi.

### Tômsống[1]

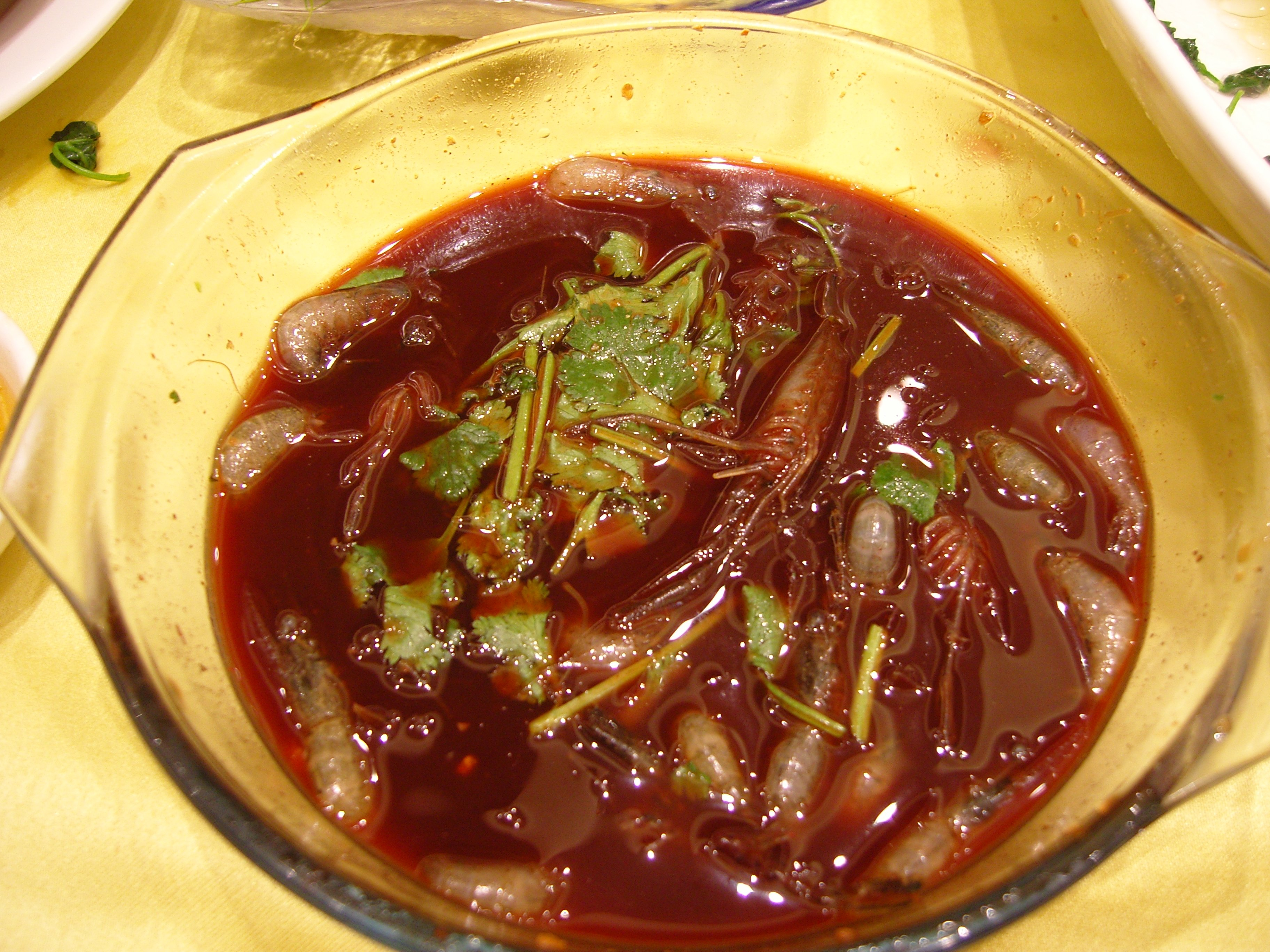
Tôm say rượu đang chuẩn bị ăn sống

Tôm say rượu (Drunken shrimp) hay còn gọi là tôm túy quyền là một trong những cách ăn sống tôm phổ biến nhất của ẩm thực Trung Quốc. Tôm được nhúng vào rượu cho tái và ăn sống để giữ nguyên vị ngọt. Để ăn sống, người ta chọn những con tôm thật mẩy song kích cỡ khá nhỏ, tôm được đặt trong một chiếc bát rồi rót đẫm rượu lên trên khiến chúng có phản ứng "say", ít chống cự hơn, sau khi đợi tôm "uống say" sẽ bật lửa đốt cháy rượu trong khoảng 30 giây hoặc lâu hơn để tôm chuyển sang màu gạch. Lúc này sẽ thưởng thức tôm cùng với gừng và hành.

## Cásống[1]

### Ikizukuri

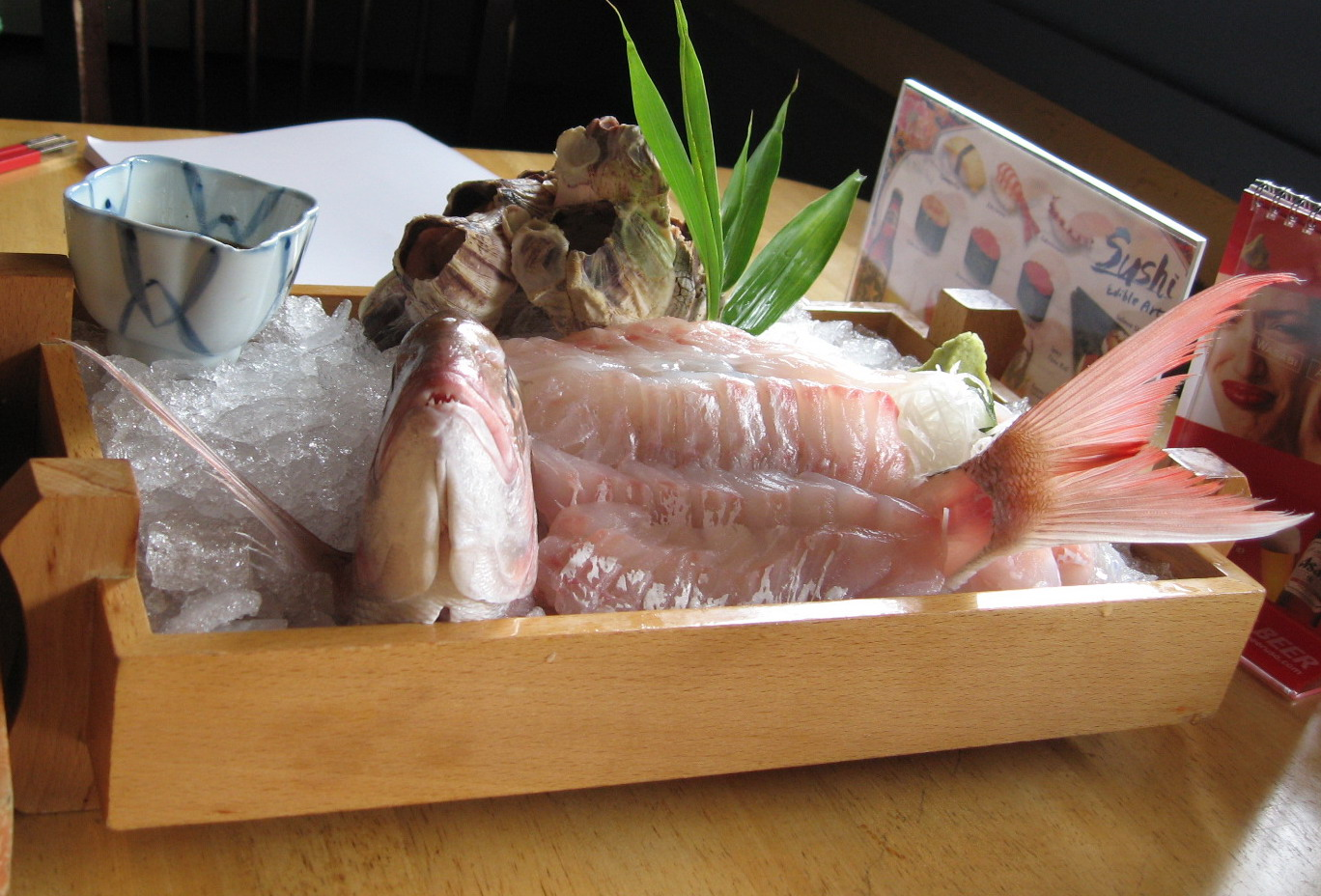
Một con cá chuẩn bị được ăn sống

Ikizukuri (tiếng Nhật: 生き作り), hay còn gọi là ikezukuri (活け造り) là một kiểu sashimi món ăn truyền thống nổi tiếng khắp thế giới của người Nhật. Món ăn này được dọn với nguyên liệu là một con cá sống vừa mới bắt lên khỏi hồ. Tất cả mọi công đoạn chế biến đều sẽ được thực hiện tại bàn, ngay trước mặt thực khách. Nghĩa là khi gọi món này, có thể nhìn thấy tim con cá vẫn còn đập và miệng nó vẫn còn thở ngáp.

### Cá âm dương
Cá âm dương hay cá sốt âm dương (tiếng Trung: 陰陽魚, tiếng Anh: Yin Yang fish) là một món ăn độc đáo. Một con cá còn tươi nhanh chóng bị nhúng thân vào chảo dầu vào phục vụ khách khi chiếc đầu cá còn tươi nguyên và cử động. Món này đặc biệt ở chỗ là nửa sống nửa chín tùy khẩu vị để thực khách chọn chỗ mà gắp. Nhiều khi những con cá chín phần đuôi nhưng phần đầu vẫn ngọ nguậy.

### Ceviche
Ceviche là món ăn của Peru, món ăn làm từ cá sống này được du nhập vào Nam Mỹ bởi những người Tây Ban Nha di cư. Nguyên liệu cơ bản của món này là cá sống, ướp bằng nước của các loại trái cây có vị chua như cam, chanh, quýt trong nhiều giờ hay để qua đêm. Món này được dọn ăn kèm cùng với ngô, hạt phí và hành. Ngày nay, Ceviche được dùng như một món khai vị. 

### Shirouo

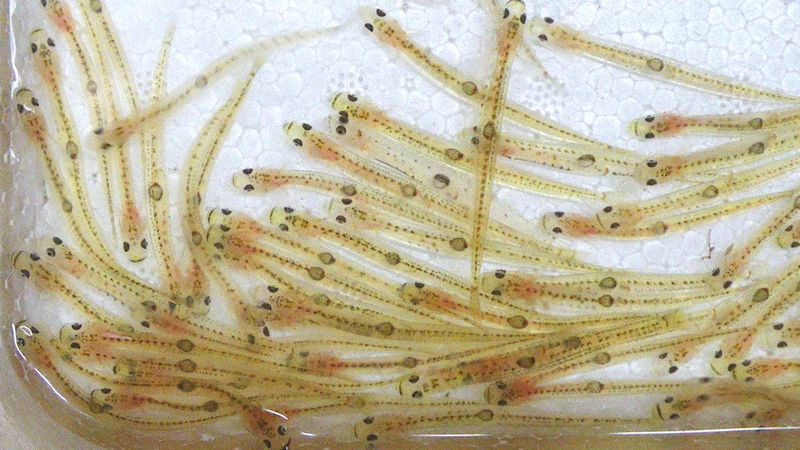
Shirouo

Shirouo còn được gọi là Odorigui (踊り食い), trong tiếng Nhật có nghĩa là "nhảy múa" khi được ăn hay còn gọi đầy đủ là Shirouo no odorigui là một món ăn trong ẩm thực Nhật Bản được chế biến từ những con cá hoặc hải sản còn sống. Đây là tên của những con cá non trong suốt. Những con cá rất nhỏ, những con cá nhíu (cá bống băng có tên khoa học là Leucopsarion petersii), chúng trong suốt được thả trong những chiếc bát, sau đó được bày ra đĩa và ăn sống. Cái thú khi thưởng thức shirouo Nhật Bản là cảm nhận những con cá nhỏ ngọ nguậy trong miệng. Người ta chuẩn bị thêm một quả trứng và chút giấm. Khi ăn, thực khách đập quả trứng vào cốc và trộn với một chút giấm. Giấm trộn vào shirouo để làm xót, khiến cá "nhảy múa" mạnh hơn bình thường, tạo cảm giác nhiều hơn cho người thưởng thức.

### Lươnsống
Người Nhật rất thích thú với các món hải sản tươi sống. Trong số đó có món lươn hay chính xác là Cá chạch bùn hay Cá dojo (Misgurnus anguillicaudatus) bất chấp đặc điểm nhầy nhụa, nhớp nháp từ chúng. Người ta chọn loại lươn bé, thêm giấm, một chút rượu sake xung quanh cho ngấm thịt rồi nhai sống, nuốt gọn. Món lươn sống cũng là một trong những món khiến nhiều cảm thấy kinh sợ. Món này được chế biến bằng cách hòa giấm, rượu sake và đổ vào các lươn vẫn còn ngoe nguẩy. Người ta ăn món này bằng cách trực tiếp đưa từng con lươn lên miệng và nuốt sống. Loại lươn thường được dùng cho món này là lươn nhỏ, mới đánh mắt và phải thật tươi sống.

## Côn trùng
Thông thường, côn trùng được chế biến chủ yếu theo phương pháp nướng hoặc chiên, nhưng có đôi khi chúng chỉ cần để đông lạnh và được thưởng thức cùng một số rau gia vị có mùi mạnh như sả, mùi tây, gừng... 
- Món sushi côn trùng còn kinh dị hơn thế nhiều. Món sushi kinh dị này do nhà văn Nhật Shoichi Uchiyama sáng tác, thích ăn nhện nhất vì thịt nhện rất mềm và thơm ngon.
- Ăn gián sống ở cuộc thi ăn côn trùng sống ở Floria, Mỹ, ghi nhận kỷ lục của chú Edward Archbold với 60 gam côn trùng. Trong đó bao gồm 35 con sâu khổng lồ và rất nhiều gián còn sống.

### Đuông dừa
Đuông Dừa (ấu trùng dạng sâu của bọ kiến dương) ở Việt Nam vốn được xem như một đặc sản, ở những xứ dừa đồng bằng sông Cửu Long. nhất là khi chỉ ngắt đầu rồi ăn sống nguyên con. Duông dừa ăn rất ngon và lại là đặc sản độc đáo có một không hai Món ăn phổ biến nhất được chế biến từ đuông lại là đuông chấm nước mắm ăn sống. Con đuông còn ngọ nguậy đặt trong bát nước mắm ớt cay, cứ thế gắp bỏ vào miệng để cảm nhận được vị béo bùi mà nhiều người nói giống y như lòng đỏ trứng gà tan dần trong khoang miệng.

### Giòisống

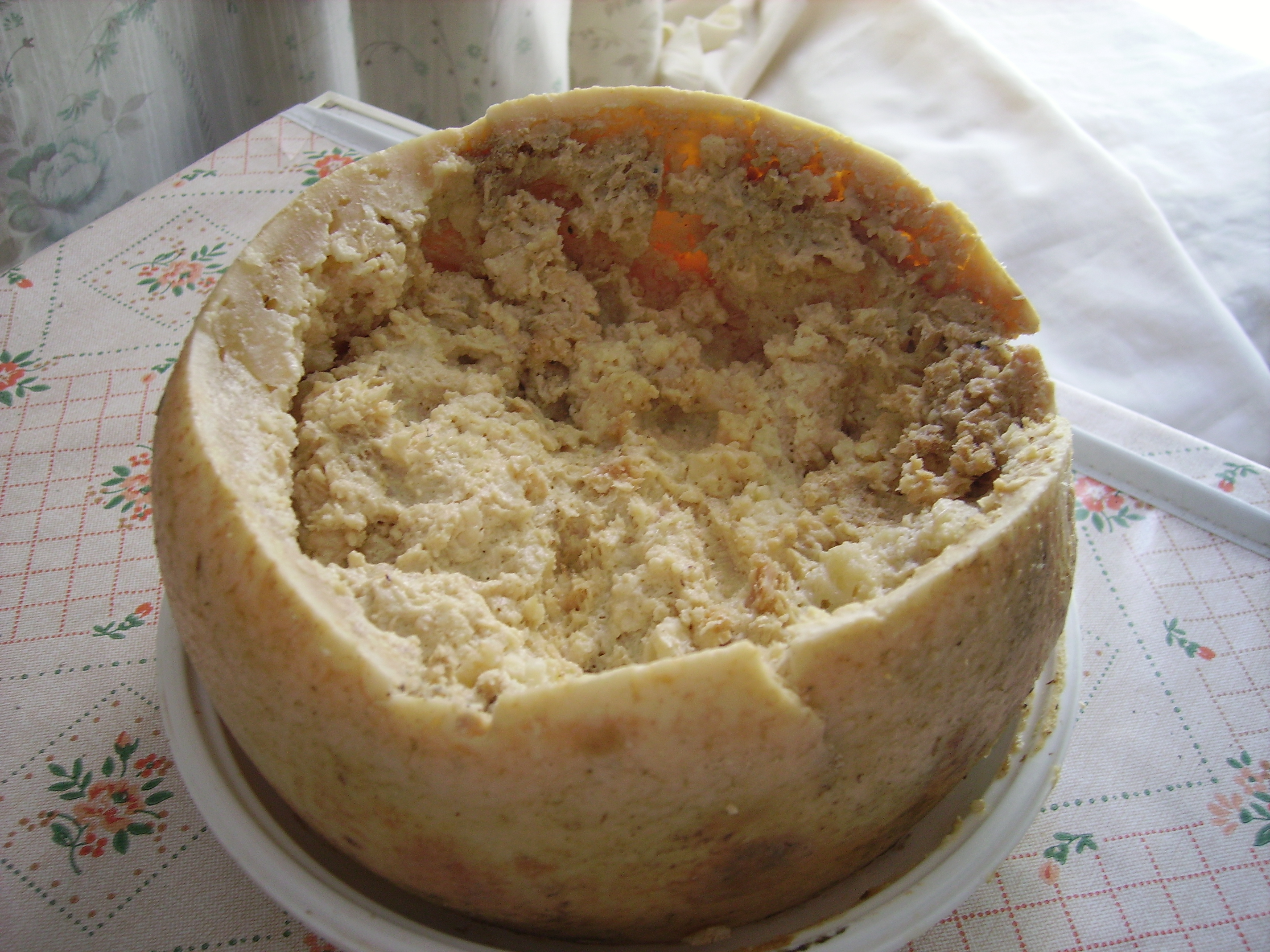
Pho mát dòi sống

Casu marzu (pho mát giòi) là một loại pho mát làm từ sữa cừu có lẫn giòi sống trong pho mát. Casu Marzu là một loại pho mát truyền thống của Sardinia được làm từ sữa cừu. Ấu trùng sống là đặc sản ở Sardinia, nước Ý. Nó được sinh ra trong quá trình làm pho mát sữa cừu. Chúng được ăn kèm với một thứ khiến nhiều người ghê rợn, đó chính là ấu trùng của ruồi pho mát (Piophila casei). Khi ăn miếng pho mát Casu marzu, người ta có thể cảm nhận được những con giòi đang ngọ nguậy trong miệng. Rất nhiều người đã gắp bỏ những con ròi, tuy nhiên nhiều người đã ăn toàn bộ chúng và trong khi ăn, đôi khi có một vài con ròi rơi ra khỏi miệng họ.

### Kiếnsống
Salad kiến trộn hay kiến ướp lạnh chủ yếu có ở Copenhagen, Đan Mạch. Người ta phục vụ món Salad kèm những chú kiến đang bò lổm ngổm nhưng bị khóa di chuyển chậm hơn bằng cách ướp lạnh. Salad có vị tươi mát của rau và bùi bùi của kiến sống. Để được thưởng thức món đặc biệt này, phải tốn 300 đô la, mỗi đĩa salad này có giá hơn 6 triệu đồng. Kiến có vị của rau ngò, cỏ chanh và gừng. Món ăn có vị giòn của kiến, cay cay và phảng phất mùi hương của gừng, rau mùi và sả.

## Loài khác

### Óckhỉ

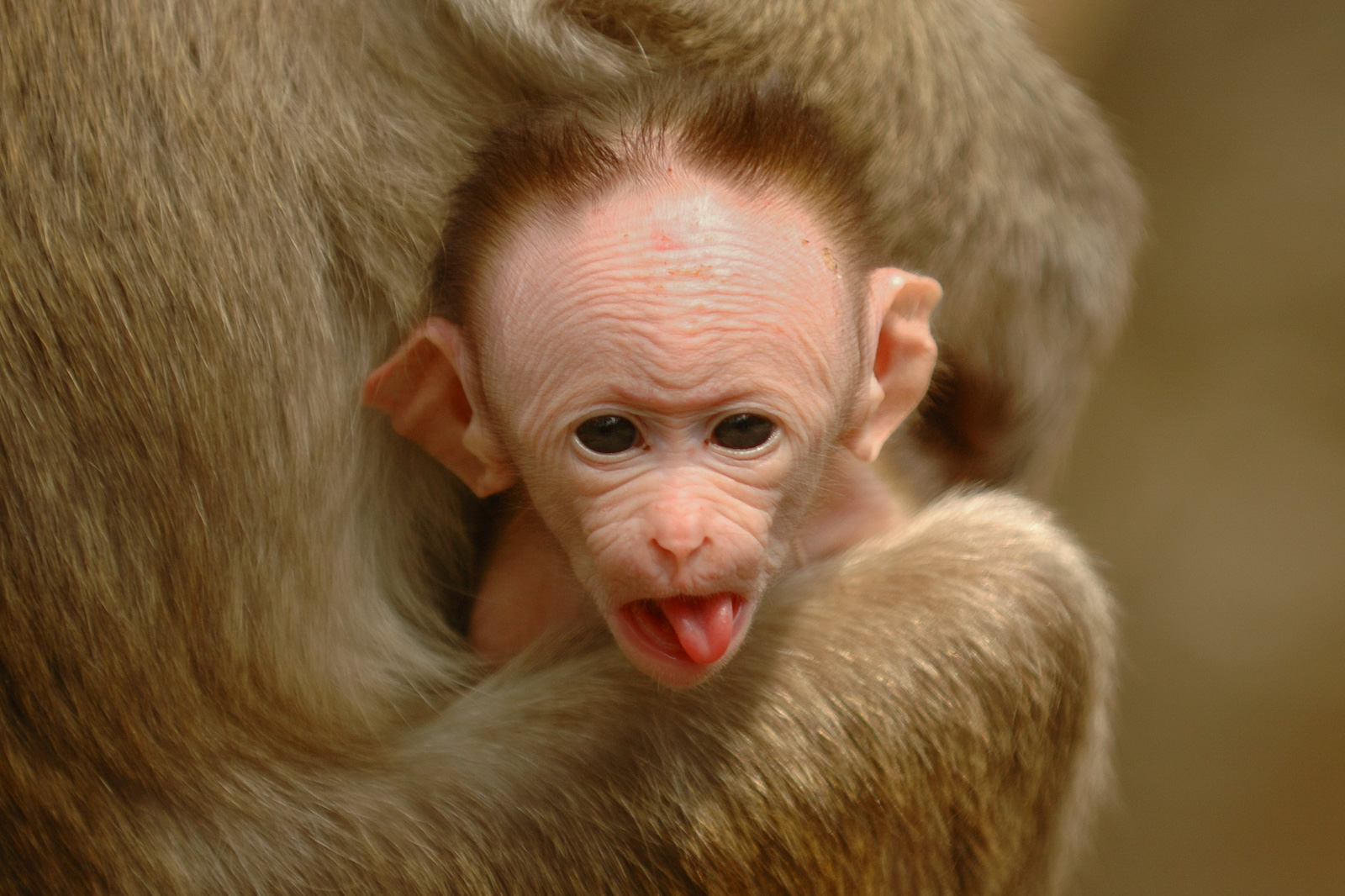
Đầu của một con khỉ non

Óc khỉ sống là một món ăn cổ, có nguồn gốc lâu đời từ Trung Quốc, óc của con khỉ sẽ được ăn sống ngay sau khi chế biến trên mặt bàn. Người ta khoét một lỗ trên bàn ăn, vừa cho đầu con khỉ nhô lên khoảng 1/3, sau đó mới chém một nhát dao ngang chóp đầu con khỉ. Lúc này, thực khách dùng thìa ăn sống óc khỉ cùng với gia vị đi kèm trong tiếng kêu thảm thiết của con vật. Đây bị coi là một hành động phi nhân tính, vô đạo đức nhất mọi thời đại.

### Ếchsống[1]
Con ếch sau khi mua về sẽ được rửa sạch, lột da, bỏ nội tạng nhưng để nguyên đầu. Các miếng thịt ếch được xếp lên đá lạnh cùng đầu ếch vẫn phập phồng và đôi mắt vẫn chớp. Ếch được lột da, lấy tim và phần tim này được ăn ngay tại thời điểm vừa được lấy ra khỏi thân thể, khi vẫn còn đập mạnh. Các phần còn lại của ếch được dùng để làm món sashimi. Các phần thịt ếch được xếp lên đĩa có đá lạnh cùng với đầu ếch. Khi thưởng thức món này, có thể thấy phần đầu ếch vẫn thở phập phồng và mắt vẫn chớp như đang còn sống. 

### Ốc sên
Ốc sên dùng trong ăn uống khác với loài ốc sên ở Việt Nam. Chúng rất được ưa chuộc tại một số nước châu Âu như: Đức, Pháp, Áo chỉ cần thêm chút gia vị là đã có thể ăn sống những con sên loại này.Và thành món thịnh soạn trong nhà hàng. Ngoài loại ốc sên truyền thống chuyên ăn cỏ ba lá trắng và cỏ khô, còn có nhiều loại ốc sên khác như ốc sên chuyên ăn cà rốt. Những con ốc này trông rất lạ vì nó màu vàng da cam nhưng chúng có giá tới 80 euro/kg. Bulgaria và Bosnia và Herzegovina là một trong những nước chuyên nuôi ốc sên để xuất khẩu với số lượng hàng trăm tấm mỗi năm. 

### Ănrắnsống
Một người ở Ấn Độ, có tài ăn rắn sống, Sutari Nayak (46 tuổi) khiến mọi người kinh ngạc khi nhai thịt rắn sống một cách ngon lành trước mặt mọi người. Ăn tim, uống máu rắn thường được pha với rượu nhưng một số nơi vẫn chuộng nhất là uống máu rắn tươi. Đặc biệt, tim rắn còn đập hay mật rắn tươi vốn được xem là liều thuốc Đông Y tráng dương với đàn ông nên rất được ưa chuộng. Nhiều người thử qua cho rằng vị của loại đồ ăn thức uống này khá tanh nhưng không vì thế mà nó khiến lượng người dùng vì tin vào công dụng suy giảm.

### Dơisống
Tại đảo Guam, người dân thưởng thức món dơi sống (Dơi ăn quả). Những con dơi hoa quả sau khi bị bắt sống sẽ được rửa sạch, nhúng vào nước sôi để loại bỏ phần lông thô ráp nhưng vẫn giữ nguyên cánh, lông và đầu và nhúng qua nước đun sôi trước khi thưởng thức với nước cốt dừa và rau xanh. Dơi được trần qua nước sôi rồi thả vào súp sữa dừa. Sau khi đã tiến hành xong công đoạn sơ chế, người ta mới ăn cùng với súp sữa dừa và rau. Để tránh được mùi hôi, dơi thường được tẩy rửa thêm bằng gừng, hành, ớt hoặc bia trong lúc sơ chế.